# Grande Prêmio da Malásia de 2014
O Grande Prêmio da Malásia de 2014 (formalmente denominado 2014 Formula 1 Petronas Malaysia Grand Prix) foi uma corrida realizada em 30 de março de 2014 no Circuito Internacional de Sepang, em Sepang, Malásia. Foi a segunda corrida da temporada 2014 de Fórmula 1.
Antes do início da prova foi prestado um minuto de silêncio em respeito aos passageiros do Voo Malaysia Airlines 370 que desapareceu no Oceano Índico três semanas antes. Os pilotos também homenagearam as vítimas com adesivos em seus capacetes.

## Pneus
| Nome do composto | Cor | Banda de rolamento | Condições de Tempo | Dry Type | Aderência       | Longevidade  |
| ---------------- | --- | ------------------ | ------------------ | -------- | --------------- | ------------ |
| Médio            |     | Slick (P Zero)     | Seco               | Medium   | Médio           | Médio        |
| Duro             |     | Slick (P Zero)     | Seco               | Hard     | Menos aderência | Mais durável |

## Resultados

### Treino Classificatório
| Pos.                     | Nu. | Piloto            | Construtor           | Q1       | Q2       | Q3       | Grid |
| ------------------------ | --- | ----------------- | -------------------- | -------- | -------- | -------- | ---- |
| 1                        | 44  | Lewis Hamilton    | Mercedes             | 1:57.202 | 1:59.041 | 1:59.431 | 1    |
| 2                        | 1   | Sebastian Vettel  | Red Bull-Renault     | 1:57.654 | 1:59.399 | 1:59.486 | 2    |
| 3                        | 6   | Nico Rosberg      | Mercedes             | 1:57.183 | 1:59.445 | 2:00.050 | 3    |
| 4                        | 14  | Fernando Alonso   | Ferrari              | 1:58.889 | 2:01.356 | 2:00.175 | 4    |
| 5                        | 3   | Daniel Ricciardo  | Red Bull-Renault     | 1:58.913 | 2:00.147 | 2:00.541 | 5    |
| 6                        | 7   | Kimi Räikkönen    | Ferrari              | 1:59.257 | 2:01.532 | 2:01.218 | 6    |
| 7                        | 27  | Nico Hülkenberg   | Force India-Mercedes | 1:58.883 | 2:00.839 | 2:01.712 | 7    |
| 8                        | 20  | Kevin Magnussen   | McLaren-Mercedes     | 2:00.358 | 2:02.094 | 2:02.213 | 8    |
| 9                        | 25  | Jean-Éric Vergne  | Toro Rosso-Renault   | 2:01.689 | 2:02.096 | 2:03.078 | 9    |
| 10                       | 22  | Jenson Button     | McLaren-Mercedes     | 2:00.889 | 2:01.810 | 2:04.053 | 10   |
| 11                       | 26  | Daniil Kvyat      | Toro Rosso-Renault   | 2:01.175 | 2:02.351 |          | 11   |
| 12                       | 21  | Esteban Gutiérrez | Sauber-Ferrari       | 2:01.134 | 2:02.369 |          | 12   |
| 13                       | 19  | Felipe Massa      | Williams-Mercedes    | 2:00.047 | 2:02.460 |          | 13   |
| 14                       | 11  | Sergio Pérez      | Force India-Mercedes | 2:00.076 | 2:02.511 |          | 14   |
| 15                       | 77  | Valtteri Bottas   | Williams-Mercedes    | 1:59.709 | 2:02.756 |          | 181  |
| 16                       | 8   | Romain Grosjean   | Lotus-Renault        | 2:00.202 | 2:02.885 |          | 15   |
| 17                       | 13  | Pastor Maldonado  | Lotus-Renault        | 2:02.074 |          |          | 16   |
| 18                       | 99  | Adrian Sutil      | Sauber-Ferrari       | 2:02.131 |          |          | 17   |
| 19                       | 17  | Jules Bianchi     | Marussia-Ferrari     | 2:02.702 |          |          | 19   |
| 20                       | 10  | Kamui Kobayashi   | Caterham-Renault     | 2:03.595 |          |          | 20   |
| 21                       | 4   | Max Chilton       | Marussia-Ferrari     | 2:04.388 |          |          | 21   |
| 22                       | 9   | Marcus Ericsson   | Caterham-Renault     | 2:04.407 |          |          | 22   |
| Tempo dos 107%: 2:05.385 |     |                   |                      |          |          |          |      |
| Fonte:                   |     |                   |                      |          |          |          |      |

Notas
- ↑1  —Valtteri Bottas foi punido com a perda de três posições na largada por bloquear Daniel Ricciardo no Q2.

### Corrida
| Pos.   | Nu. | Piloto            | Construtor           | Voltas | Tempo/Retirado | Grid | Pontos |
| ------ | --- | ----------------- | -------------------- | ------ | -------------- | ---- | ------ |
| 1      | 44  | Lewis Hamilton    | Mercedes             | 56     | 1:40:25.974    | 1    | 25     |
| 2      | 6   | Nico Rosberg      | Mercedes             | 56     | +17.313        | 3    | 18     |
| 3      | 1   | Sebastian Vettel  | Red Bull-Renault     | 56     | +24.534        | 2    | 15     |
| 4      | 14  | Fernando Alonso   | Ferrari              | 56     | +35.992        | 4    | 12     |
| 5      | 27  | Nico Hülkenberg   | Force India-Mercedes | 56     | +47.199        | 7    | 10     |
| 6      | 22  | Jenson Button     | McLaren-Mercedes     | 56     | +1:23.691      | 10   | 8      |
| 7      | 19  | Felipe Massa      | Williams-Mercedes    | 56     | +1:25.076      | 13   | 6      |
| 8      | 77  | Valtteri Bottas   | Williams-Mercedes    | 56     | +1:25.537      | 18   | 4      |
| 9      | 20  | Kevin Magnussen   | McLaren-Mercedes     | 55     | +1 volta       | 8    | 2      |
| 10     | 26  | Daniil Kvyat      | Toro Rosso-Renault   | 56     | +1 volta       | 11   | 1      |
| 11     | 8   | Romain Grosjean   | Lotus-Renault        | 55     | +1 volta       | 15   |        |
| 12     | 7   | Kimi Räikkönen    | Ferrari              | 55     | +1 volta       | 6    |        |
| 13     | 10  | Kamui Kobayashi   | Caterham-Renault     | 55     | +1 volta       | 20   |        |
| 14     | 9   | Marcus Ericsson   | Caterham-Renault     | 54     | +2 voltas      | 22   |        |
| 15     | 4   | Max Chilton       | Marussia-Ferrari     | 54     | +2 voltas      | 21   |        |
| Ret    | 3   | Daniel Ricciardo  | Red Bull-Renault     | 49     | +7 voltas      | 5    |        |
| Ret    | 21  | Esteban Gutiérrez | Sauber-Ferrari       | 35     | Freios         | 12   |        |
| Ret    | 99  | Adrian Sutil      | Sauber-Ferrari       | 32     | Motor          | 17   |        |
| Ret    | 25  | Jean-Éric Vergne  | Toro Rosso-Renault   | 18     | Abandono       | 9    |        |
| Ret    | 17  | Jules Bianchi     | Marussia-Ferrari     | 8      | Batida         | 19   |        |
| Ret    | 13  | Pastor Maldonado  | Lotus-Renault        | 7      | Colisão        | 16   |        |
| NL     | 11  | Sergio Pérez      | Force India-Mercedes | -      | Hidráulico     | 14   |        |
| Fonte: |     |                   |                      |        |                |      |        |

## Tabela do campeonato após a corrida
Observe que somente as cinco primeiras posições estão incluídas na tabela.
| Pos | Piloto          | Pontos | Var     |
| --- | --------------- | ------ | ------- |
| 1   | Nico Rosberg    | 43     | Estável |
| 2   | Lewis Hamilton  | 25     | 17      |
| 3   | Fernando Alonso | 24     | 1       |
| 4   | Jenson Button   | 23     | 1       |
| 5   | Kevin Magnussen | 20     | 3       |

| Pos | Construtor           | Pontos | Var     |
| --- | -------------------- | ------ | ------- |
| 1   | Mercedes             | 68     | 1       |
| 2   | McLaren-Mercedes     | 43     | 1       |
| 3   | Ferrari              | 30     | Estável |
| 4   | Williams–Mercedes    | 20     | Estável |
| 5   | Force India-Mercedes | 19     | Estável |